# Видавничо-інформаційний дім «Діана плюс»
Видавничо-іформаційний дім «Діана плюс» (ТОВ «ВІД Діана плюс») — українське видавництво в Тернополі. Засноване 2000 року. Видавець ПП «Бялас Т. В.»
Видавництво видає понад 65 видань (переважно російською мовою).

## Колектив

### Головні редактори
Шеф-редактор — Ігор Тріль, редактор — Оксана Танасійчук.

### Редактори
- Юрій Черетянко (кросвордні, дитячі видання) — від 2000 донині,
- Олег Китинський (кросвордні, дитячі видання),
- Микола Василечко (кросвордні, дитячі видання) — 2003—2006 рр.,
- Людмила Бовконюк (кросвордні, дитячі видання),
- Лілія Мусіхіна (кросвордні, рукодільні видання) — 2006—2011 рр.,

## Видання

### Кулінарія
| Назва видання                         | Мова      | Роки виходу періодичність | Наклад (рік) | Випускові редактори |
| ------------------------------------- | --------- | ------------------------- | ------------ | ------------------- |
| «Самовар»                             | російська |                           |              |                     |
| «Царь кулинар»                        | російська |                           |              |                     |
| «Рецепты от Оксаны» (збірка)          | російська |                           |              |                     |
| «Торты» (тематичні випуски)           | російська |                           |              |                     |
| «Выпечка» (тематичні випуски)         | російська |                           |              |                     |
| «Консервирование» (тематичні випуски) | російська |                           |              |                     |
| «Салаты» (тематичні випуски)          | російська |                           |              |                     |

### Сад-город
| Назва видання                       | Мова      | Роки виходу періодичність | Наклад (рік) | Випускові редактори |
| ----------------------------------- | --------- | ------------------------- | ------------ | ------------------- |
| «Декоративное садоводство» (журнал) | російська |                           |              |                     |
| «Цветник» (журнал)                  | російська |                           |              |                     |
| «Комнатные растения» (журнал)       | російська |                           |              |                     |
| «Сад-огород» (журнал)               | російська |                           |              |                     |
| «Пчеловодство» (журнал)             | російська |                           |              |                     |

### Рукоділля
| Назва видання                      | Мова       | Роки виходу періодичність | Наклад (рік) | Випускові редактори |
| ---------------------------------- | ---------- | ------------------------- | ------------ | ------------------- |
| «Бисер» (журнал)                   | російська  |                           |              |                     |
| «Узоры для вязания» (журнал)       | російська  |                           |              |                     |
| «Вяжем крючком» (журнал)           | російська  |                           |              |                     |
| «Шьем сами» (журнал)               | російська  |                           |              |                     |
| «Вяжем сами» (журнал)              | російська  |                           |              |                     |
| «Вяжем сами mini» (журнал)         | російська  |                           |              |                     |
| «Вишиті картини» (журнал)          | українська |                           |              |                     |
| «Узори вишивок mini» (журнал)      | українська |                           |              |                     |
| «Узори вишивок Вишиванки» (журнал) | українська |                           |              |                     |
| «Узори вишивок Рушники» (журнал)   | українська |                           |              |                     |
| «Узори вышивок»}} (журнал)         | російська  |                           |              |                     |
| «Вышиванка»}} (журнал)             | російська  |                           |              |                     |
| «Українська вишивка» (журнал)      | українська |                           |              |                     |

### Дозвілля
| Назва видання                                       | Мова                 | Роки виходу періодичність | Наклад (рік)                         | Випускові редактори                                    |
| --------------------------------------------------- | -------------------- | ------------------------- | ------------------------------------ | ------------------------------------------------------ |
| «Фонтан сканвордов» (газета)                        | російська            | від 2004, раз на місяць   | 37770 (2007)                         | Ю. Черетянко, О. Китинський                            |
| «Дешевые кроссворды» «Дешеві кросворди» (газета)    | російська українська | від 2004, раз на місяць   | 67770 (2009)                         | Ю. Черетянко, О. Китинський                            |
| «Українські хрестівки» (газета)                     | українська           | від 2005, раз на місяць   | 7500 (2009)                          | Ю. Черетянко, О. Китинський, М. Василечко              |
| «Киевские кроссворды» (журнал)                      | російська            | від 2000, раз на місяць   | 27770 (2009)                         | Ю. Черетянко, О. Китинський                            |
| «30 кросвордів» «30 кроссвордов» (журнал)           | українська російська | від 2005, раз на місяць   | 27700 (2009)                         | Ю. Черетянко, О. Китинський, М. Василечко              |
| «50 кросвордів» «50 кроссвордов» (журнал)           | українська російська | від 2005, раз на місяць   | 27700 (2009)                         | Ю. Черетянко, О. Китинський, М. Василечко              |
| «100 кросвордів» «100 кроссвордов» (журнал)         | українська російська | від 2005, раз на місяць   | 17700 (2009)                         | Ю. Черетянко, О. Китинський, М. Василечко              |
| «200 кросвордів» «200 кроссвордов» (журнал)         | українська російська | від 2005, раз на місяць   | 27700 (2009)                         | Ю. Черетянко, О. Китинський, М. Василечко              |
| «300 кросвордів» «300 кроссвордов» (журнал)         | українська російська | від 2005, раз на місяць   | 27700 (2009)                         | Ю. Черетянко, О. Китинський, М. Василечко              |
| «Галицькі сканворди» (газета)                       | українська           | від 2005, раз на місяць   | 17700 (2009)                         | Ю. Черетянко, О. Китинський, М. Василечко              |
| «Кросворди Люкс» (газета)                           | українська           | від 2005, раз на місяць   | 17700 (2010)                         | Ю. Черетянко, О. Китинський, М. Василечко              |
| «Класні кросворди» «Классные кроссворды» (газета)   | українська російська | від 2004, раз на місяць   | 6700 (2009, укр.), 9200 (2009, рос.) | Ю. Черетянко, О. Китинський, М. Василечко, Л. Бовконюк |
| «Казкові кросворди» «Сказочные кроссворды» (газета) | українська російська | від 2004, раз на місяць   | 17770 (2009)                         | Ю. Черетянко, О. Китинський, М. Василечко, Л. Бовконюк |

### Для жінок
| Назва видання              | Мова      | Роки виходу періодичність | Наклад (рік) | Випускові редактори |
| -------------------------- | --------- | ------------------------- | ------------ | ------------------- |
| «Женское счастье» (газета) | російська |                           |              |                     |
| «Личная драма» (газета)    | російська |                           |              |                     |

### Здоров'я
| Назва видання                     | Мова      | Роки виходу періодичність | Наклад (рік) | Випускові редактори |
| --------------------------------- | --------- | ------------------------- | ------------ | ------------------- |
| «Геркулес» (газета)               |           |                           |              |                     |
| «Целитель Наталії Земни» (журнал) | російська |                           |              |                     |
| «Травник» (журнал)                | російська |                           |              |                     |

### Дитячі
| Назва видання                            | Мова                 | Роки виходу періодичність | Наклад (рік) | Випускові редактори                                                 |
| ---------------------------------------- | -------------------- | ------------------------- | ------------ | ------------------------------------------------------------------- |
| «Домовичок»                              | українська           |                           |              | Юрій Черетянко, Олег Китинський, Микола Василечко, Людмила Бовконюк |
| «Знайка»                                 | російська            |                           |              | Юрій Черетянко, Олег Китинський, Микола Василечко, Людмила Бовконюк |
| «Абетка» (місячник)                      | українська           | від 2004                  | 17770 (2009) |                                                                     |
| «Абетка в картинках» (збірка)            | українська           |                           |              |                                                                     |
| «Математика в картинках» (збірка)        | українська           |                           |              |                                                                     |
| «20 розмальовок» (збірка)                | українська           |                           |              |                                                                     |
| «Розмальовки — СУПЕР» (збірка)           | українська           |                           |              |                                                                     |
| «У світі казок» «В мире сказок» (збірка) | українська російська | від 2003                  | не зазначено |                                                                     |
| «Буквинки-веселинки» (журнал)            | українська           | від 2005                  | 17770 (2009) |                                                                     |

### Інше
| Назва видання                        | Мова       | Роки виходу періодичність    | Наклад (рік) | Випускові редактори |
| ------------------------------------ | ---------- | ---------------------------- | ------------ | ------------------- |
| «Пан та пані» — еротична газета      |            |                              |              |                     |
| «Астропрогноз» — журнал з гороскопом | російська  | від 2005, чотири рази на рік | 15000 (2009) |                     |
| «Бабуся-порадниця» (журнал)          | українська | від 2002, раз на місяць      |              |                     |